# Frankenstraße (Sachsen)
Frankenstraße ist die  Bezeichnung der Altstraße von Bautzen nach Zwickau.

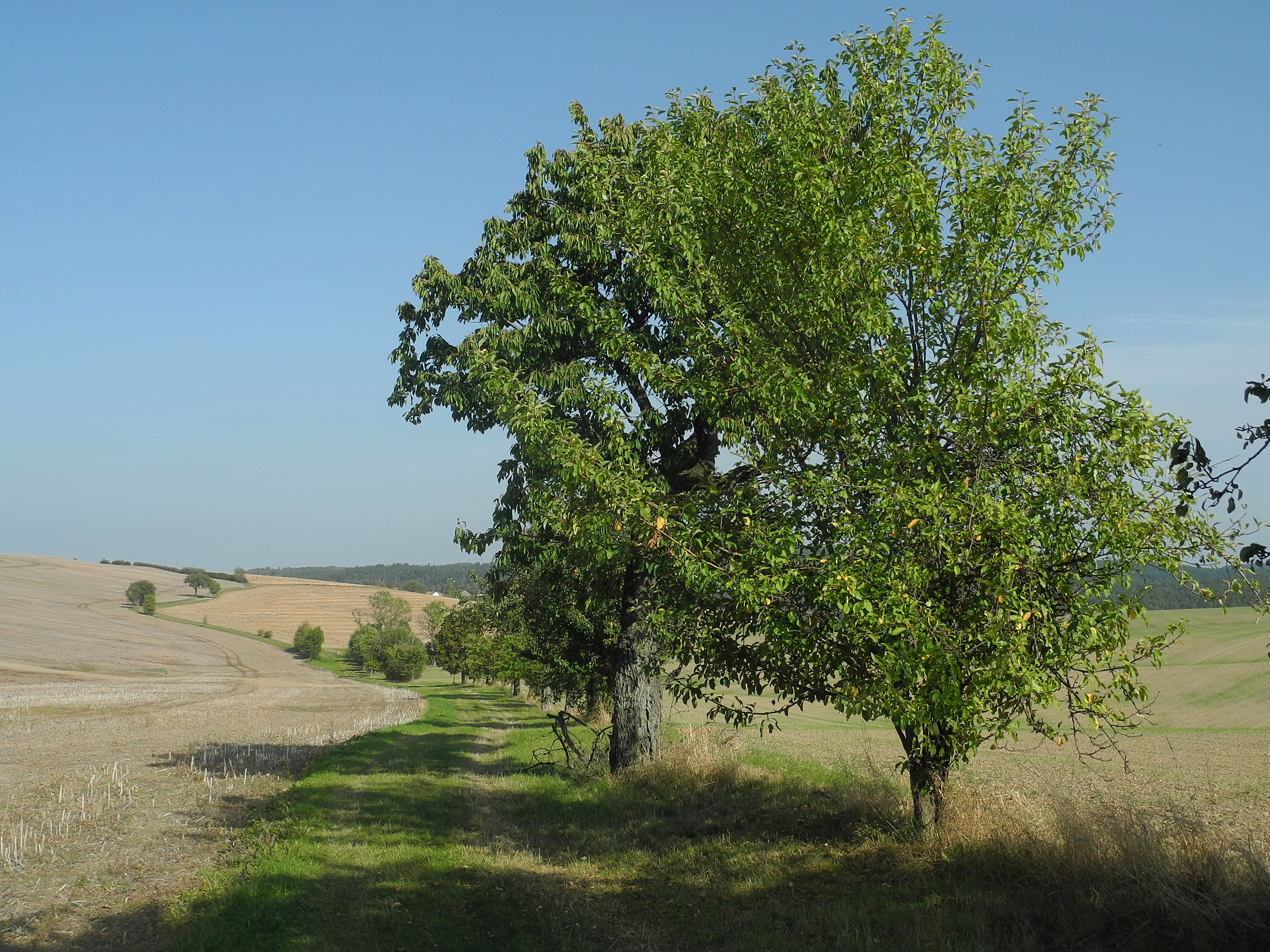
Alte Poststraße (auch Geleit- oder Frankenstraße) im Raum Mohorn nahe der heutigen B173

Seit dem 13. Jahrhundert wird die Straße von Bautzen, wo sie von der Via Regia abzweigte, über Bischofswerda, Dresden, Freiberg, Oederan, Chemnitz nach Zwickau, wo sie auf die Via Imperii traf, als Frankenstraße bezeichnet. Die Straße spielte eine bedeutende Rolle sowohl bei der Besiedlung Sachsens und Schlesiens im Rahmen der Ostsiedlung fränkischer Siedler, als auch unter dem Aspekt des Transportes der ergiebigen Erzfunde im Erzgebirge (1168 Silbererze in Freiberg, ab dem 12. Jahrhundert Zinnerze um Graupen und später Altenberg) sowie für Pilger als Teil der Jakobswege. 
Gekreuzt wurde die Straße von den sächsischen Salzstraßen oder auch Böhmischen Steigen, die eine Verbindung von den Hansestädten und dem zentralen mitteldeutschen Raum im Norden und Nordwesten nach Böhmen im Südosten darstellten, sowie dem bedeutenden Pilgerweg Heiliger Weg. 
Heute wird der historische Verkehrskorridor der Frankenstraße am Fuße des Erzgebirges von der als „Hofer Chaussee“ angelegten Bundesstraße 173 und zwischen Dresden und Bautzen von der Bundesstraße 6 sowie der Franken-Sachsen-Magistrale der Eisenbahn geprägt.